# کرفتسمن
کرفتسمن (انگلیسی: Craftsman) شرکت ابزارسازی آمریکایی است، که در سال ۱۹۲۷ تأسیس شد.